# Уорнер, Джули
Джулье́т Ми́а «Джу́ли» Уо́рнер (англ. Juliet Mia «Julie» Warner; 9 февраля 1965, Нью-Йорк, Нью-Йорк) — американская актриса, телережиссёр и продюсер.

## Биография
Родилась 9 февраля 1965 года в Нью-Йорке (штат Нью-Йорк, США) в семье музыканта Нила Уорнера (род.1929) и литературного агента Наоми Уорнер (в девичестве Бернштейн).
Джули дебютировала в кино в 1981 году, сыграв роль Синтии в эпизоде «Доказательства, полученные незаконным способом» телесериала «Направляющий свет». Всего Уорнер сыграла в 44-х фильмах и телесериалах. В 2002—2005 года она выступила в качестве режиссёра и продюсера двух фильмов и телесериалов.
17 июня 1995 года Джули вышла замуж за актёра Джонатана Принса (род.1958), с которым она позже развелась. У бывших супругов есть сын — Джексон Рой Принс (род.1997).

## Избранная фильмография
| Год  |   | Русское название | Оригинальное название | Роль         |
| ---- | - | ---------------- | --------------------- | ------------ |
| 2006 | с | Доктор Хаус      | House                 | Марго Далтон |
| 2012 | с | Декстер          | Dexter                | Лори Кирквуд |